# Concordia (Entre Ríos)
Concordia is een plaats in het Argentijnse bestuurlijke gebied Concordia in de Argentijnse provincie Entre Ríos. De officiële naam is San Antonio de Padua de la Concordia.
De plaats telt 138.099 inwoners.
Sinds 1961 is de plaats de zetel van het rooms-katholieke bisdom Concordia.

## Geboren
- Marcos Senesi (1997), voetballer